# Parelketting (anatomie)
Parelketting of pearly penile papules (ook wel P3 of corona divina genoemd) zijn kleine, kegelvormige papillen, die bij sommige mannen in meerdere of mindere mate aan de basis van de eikel voorkomen. De papillen variëren in grootte en zijn slechts zelden groter dan 1 millimeter in doorsnede. Het aantal papillen kan uiteenlopen van enkele tot meer dan honderd. Ze zijn vleeskleurig tot wit. Waarschijnlijk heeft 20 à 30% van alle mannen de papillen in meerdere, of mindere mate; uit onderzoek is gebleken dat de papillen vaker voorkomen bij besneden mannen ten opzichte van onbesneden mannen.

## Achtergronden
Vaak wordt parelketting verward met genitale wratten; het is echter geen geslachtsziekte, maar een variant van de normale mannelijke anatomie. De papillen zijn dus niet seksueel overdraagbaar. Parelketting wordt vaak voor het eerst zichtbaar in de adolescente periode.

## Behandeling
De 'diagnose' kan met een enkele blik met zekerheid worden gesteld. Behandeling is medisch gezien niet nodig. Er is geen verband tussen de papillen en hygiëne. De parelketting kan behandeld worden met een koolstofdioxidelaser.

## Sociale kwestie
Veel mannen met deze variant van de normale anatomie maken zich hierover wat zorgen, en niet allemaal durven ze ermee naar de huisarts te gaan, die ze na een enkele blik gerust zou kunnen stellen. Door de verwarring met de SOA genitale wratten en door een meer algemene schaamte, zijn patiënten soms zelfs minder tot niet of nauwelijks seksueel actief. De papillen worden door sommige mannen als visueel weinig aantrekkelijk beschouwd, ten opzichte van een gladde onderkant van de eikel. Echter: de wetenschap dat een substantieel deel van alle mannen deze papillen heeft en het feit dat er geen sprake is van een SOA dragen bij aan de gemoedsrust van de patiënt.

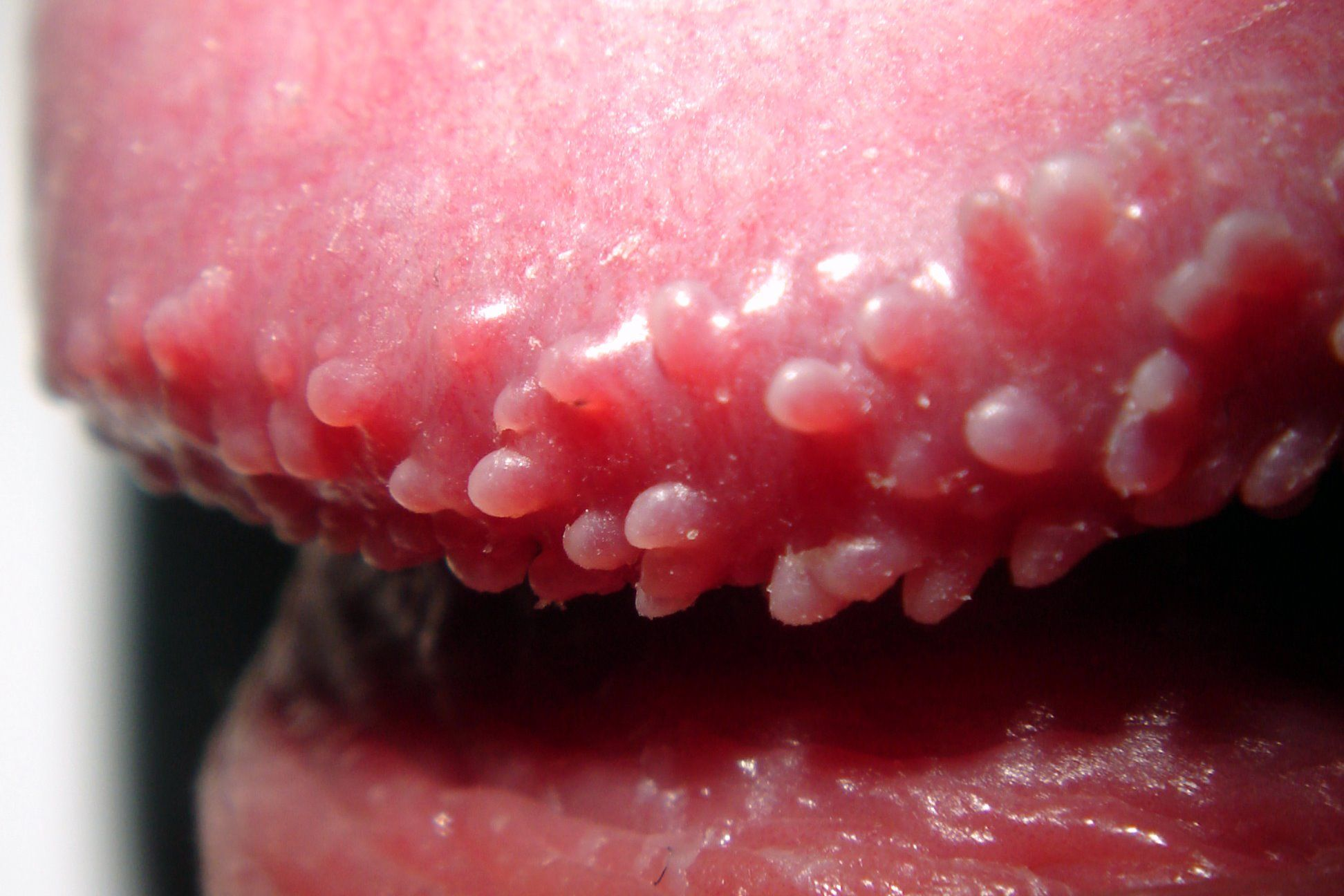
Parelketting - vergroting
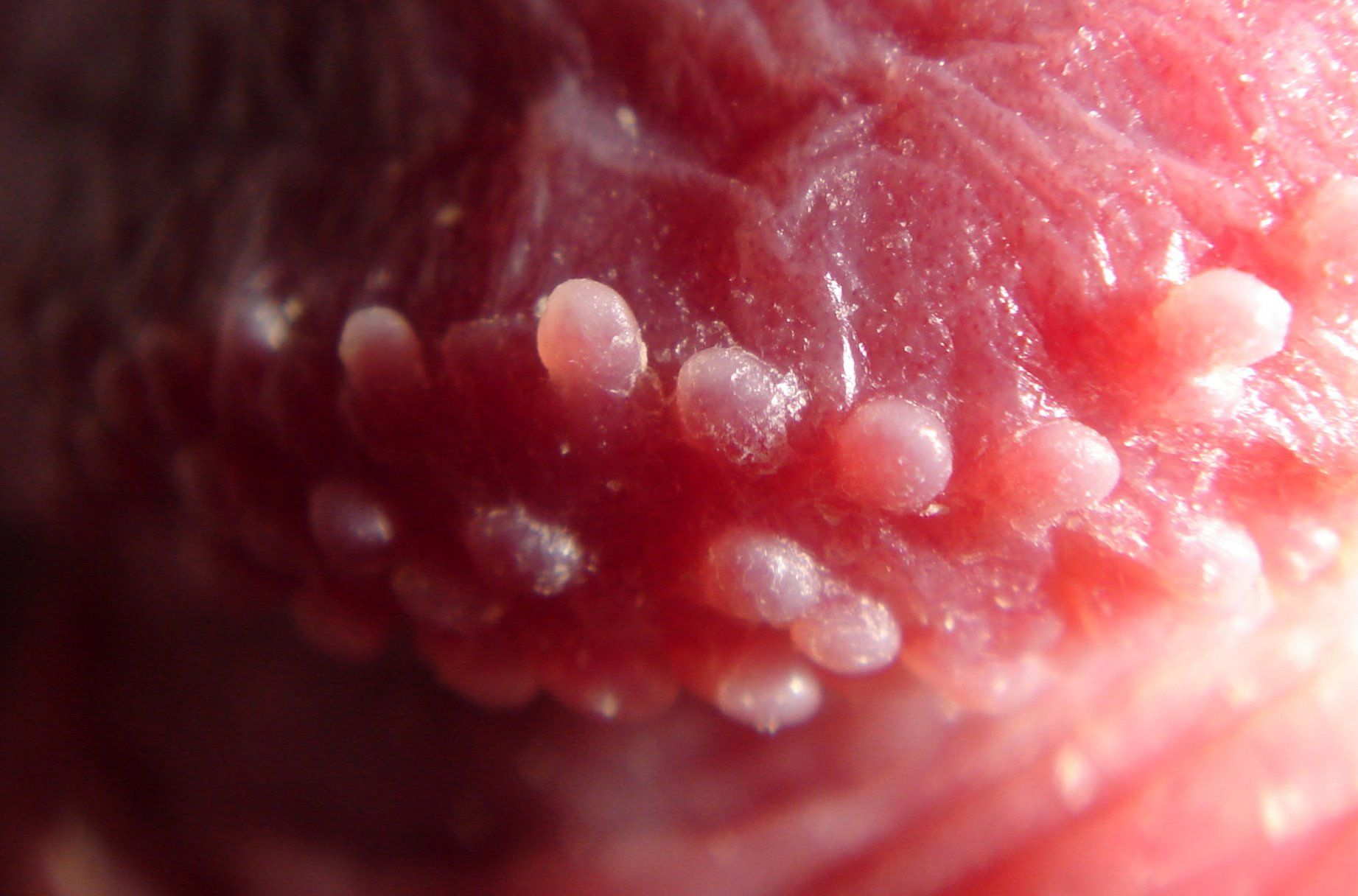
Parelketting - macro-opname
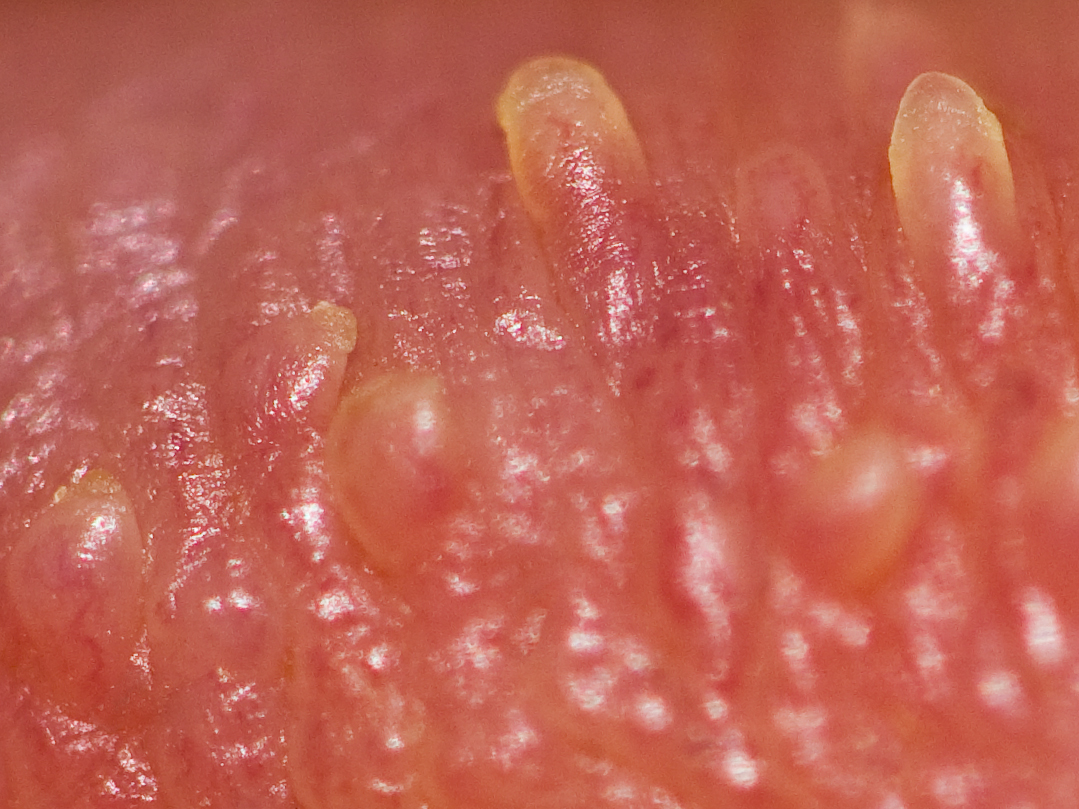
Parelketting - macro-opname